# Wójtowo, Gmina Barczewo
Wójtowo [vui̯ˈtɔvɔ] (tiếng Đức: Fittigsdorf) là một ngôi làng thuộc khu hành chính của Gmina Barczewo, thuộc huyện Olsztyński, Warmińsko-Mazurskie, ở miền bắc Ba Lan.
Trước năm 1772, khu vực này là một phần của Vương quốc Ba Lan, 1772-1945 Phổ và Đức (Đông Phổ).
Ngôi làng có dân số xấp xỉ 1.000.